# Pays de cocagne (film)
Pour les articles homonymes, voir Cocagne.

Pays de cocagne est un film français réalisé par Pierre Étaix et sorti en 1970. C'est le premier documentaire et le dernier long-métrage du réalisateur.

## Synopsis
Été 1969 : Pierre Étaix filme les différentes étapes du Grand Podium Europe 1, radio-crochet national et populaire. C'est l'occasion d'interroger les vacanciers sur la société française d'après mai 68…

## Fiche technique
- Titre : Pays de cocagne
- Scénario et réalisation : Pierre Étaix
- Photographie : Georges Lendi
- Musique : José Padilla Sánchez
- Son : Paul Habans
- Montage : Michel Lewin, Raymond Lewin
- Production : Paul Claudon
- Distribution : Carlotta Films
- Pays d'origine :  France
- Format : noir et blanc, couleur - son mono - 35 mm
- Genre : documentaire, comédie
- Durée :  80 min (73 min pour la version restaurée)

## Distribution
- Pierre Étaix : lui-même
- Maurice Biraud : lui-même
- Michel Lewin : lui-même

## Autour du film
- C'est en suivant sa femme Annie Fratellini sur la tournée du Grand Podium Europe 1 que Pierre Étaix tourne Pays de cocagne[1].
- Le film a nécessité 40 000 mètres de pellicule et 8 mois de montage[1].
- L'accueil critique fut très négatif, reprochant au film « sa condescendance envers la France des classes moyennes, sa vulgarité et sa méchanceté »[1].